# Волейбол на летних Олимпийских играх 2016
Соревнования по волейболу на Играх XXXI Олимпиады в Рио-де-Жанейро проходили с 6 по 21 августа 2016 года. Волейбольные турниры проводились на арене «Мараканазинью», а турниры по пляжному волейболу — на пляже Копакабана.

## Квалификация

### Мужчины
| Турнир                                       | Дата                 | Место проведения | Квота | Команды   |
| -------------------------------------------- | -------------------- | ---------------- | ----- | --------- |
| Принимающая страна                           |                      |                  | 1     | Бразилия  |
| Кубок мира                                   | 8—23 сентября 2015   | Япония           | 2     | США       |
| Кубок мира                                   | 8—23 сентября 2015   | Япония           | 2     | Италия    |
| Южноамериканский квалификационный турнир     | 9—11 октября 2015    | Майкетия         | 1     | Аргентина |
| Европейский квалификационный турнир          | 5—10 января 2016     | Берлин           | 1     | Россия    |
| Североамериканский квалификационный турнир   | 8—10 января 2016     | Эдмонтон         | 1     | Куба      |
| Африканский квалификационный турнир          | 7—12 января 2016     | Браззавиль       | 1     | Египет    |
| Азиатский квалификационный турнир            | 28 мая — 5 июня 2016 | Токио            | 1     | Иран      |
| Мировой квалификационный турнир              | 28 мая — 5 июня 2016 | Токио            | 3     | Польша    |
| Мировой квалификационный турнир              | 28 мая — 5 июня 2016 | Токио            | 3     | Франция   |
| Мировой квалификационный турнир              | 28 мая — 5 июня 2016 | Токио            | 3     | Канада    |
| Интерконтинентальный квалификационный турнир | 4—6 июня 2016        | Мехико           | 1     | Мексика   |
| Всего                                        | Всего                | Всего            | 12    |           |

### Женщины
| Турнир                                       | Дата                         | Место проведения       | Квота | Команды          |
| -------------------------------------------- | ---------------------------- | ---------------------- | ----- | ---------------- |
| Принимающая страна                           |                              |                        | 1     | Бразилия         |
| Кубок мира                                   | 22 августа — 6 сентября 2015 | Япония                 | 2     | Китай            |
| Кубок мира                                   | 22 августа — 6 сентября 2015 | Япония                 | 2     | Сербия           |
| Европейский квалификационный турнир          | 4—9 января 2016              | Анкара                 | 1     | Россия           |
| Южноамериканский квалификационный турнир     | 4—10 января 2016             | Сан-Карлос-де-Барилоче | 1     | Аргентина        |
| Североамериканский квалификационный турнир   | 7—9 января 2016              | Линкольн               | 1     | США              |
| Африканский квалификационный турнир          | 12—19 февраля 2016           | Яунде                  | 1     | Камерун          |
| Азиатский квалификационный турнир            | 14—22 мая 2016               | Токио                  | 1     | Япония           |
| Мировой квалификационный турнир              | 14—22 мая 2016               | Токио                  | 3     | Италия           |
| Мировой квалификационный турнир              | 14—22 мая 2016               | Токио                  | 3     | Нидерланды       |
| Мировой квалификационный турнир              | 14—22 мая 2016               | Токио                  | 3     | Республика Корея |
| Интерконтинентальный квалификационный турнир | 20—22 мая 2016               | Сан-Хуан               | 1     | Пуэрто-Рико      |
| Всего                                        | Всего                        | Всего                  | 12    |                  |

### Пляжный волейбол
В мужском и женском турнирах по пляжному волейболу выступили по 24 команды. Без отбора участниками каждого из турниров стали по две пары из Бразилии: одна по квоте для страны-организатора, другая — как победитель чемпионата мира, проходившего с 26 июня по 5 июля 2015 года в Нидерландах.
По 15 участников олимпийских турниров (но не более двух от каждой страны) определились по рейтингу Международной федерации волейбола (FIVB), учитывающему результаты Мирового тура с 1 января 2015 по 12 июня 2016 года. Ещё по семь стран получили неименные олимпийские лицензии, пять из которых (по одной на каждую входящую в FIVB континентальную конфедерацию) были разыграны в рамках Континентального кубка, а оставшиеся две — на Кубке мира, который проходил с 6 по 10 июля 2016 года в Сочи.

## Календарь
|                  | 06.08    | 07.08    | 08.08    | 09.08    | 10.08    | 11.08    | 12.08    | 13.08    | 14.08    | 15.08    | 16.08    | 17.08    | 18.08    | 19.08    | 20.08    | 21.08    |          |          |          |
| Волейбол         | Волейбол | Волейбол | Волейбол | Волейбол | Волейбол | Волейбол | Волейбол | Волейбол | Волейбол | Волейбол | Волейбол | Волейбол | Волейбол | Волейбол | Волейбол | Волейбол | Волейбол | Волейбол | Волейбол |
| ---------------- | -------- | -------- | -------- | -------- | -------- | -------- | -------- | -------- | -------- | -------- | -------- | -------- | -------- | -------- | -------- | -------- | -------- | -------- | -------- |
| Мужчины          |          |          |          |          |          |          |          |          |          |          |          | 1/4      |          | 1/2      |          | Финал    |          |          |          |
| Женщины          |          |          |          |          |          |          |          |          |          |          | 1/4      |          | 1/2      |          | Финал    |          |          |          |          |
| Пляжный волейбол |          |          |          |          |          |          |          |          |          |          |          |          |          |          |          |          |          |          |          |
| Мужчины          |          |          |          |          |          |          | 1/8      | 1/8      |          | 1/4      | 1/2      |          | Финал    |          |          |          |          |          |          |
| Женщины          |          |          |          |          |          |          | 1/8      | 1/8      | 1/4      |          | 1/2      | Финал    |          |          |          |          |          |          |          |

|  | Групповой этап |  | 1/8 финала |  | 1/4 финала |  | 1/2 финала |  | Матч за 3-е место и финал |

## Регламент
Олимпийские соревнования по волейболу среди мужских и женских команд проводились по одинаковой системе. На групповом этапе сборные играли в однокруговых турнирах в группах из 6 команд, по 4 команды из каждой группы продолжили борьбу по системе плей-офф. При распределении мест в группах количеству побед отдавался приоритет над количеством турнирных очков (за победы со счётом 3:0 и 3:1 начисляется 3 очка, за победу со счётом 3:2 — 2, за поражение 2:3 — 1, за поражения 1:3 и 0:3 — 0). В четвертьфинале победители групп сыграли с командами, занявшими четвёртые места, а состав двух других пар определялся путём жеребьёвки. Особенностью матчей Олимпийских игр в Рио-де-Жанейро было отсутствие технических тайм-аутов.
В пляжном волейболе групповые этапы проводились в 6 группах из 4 команд. В 1/8 финала вышли по 2 команды из каждой группы, а также две сборные, занявшие третьи места с наилучшими показателями. Остальные четыре команды среди занявших третьи места в группах провели стыковые матчи за выход в 1/8 финала.

## Арены

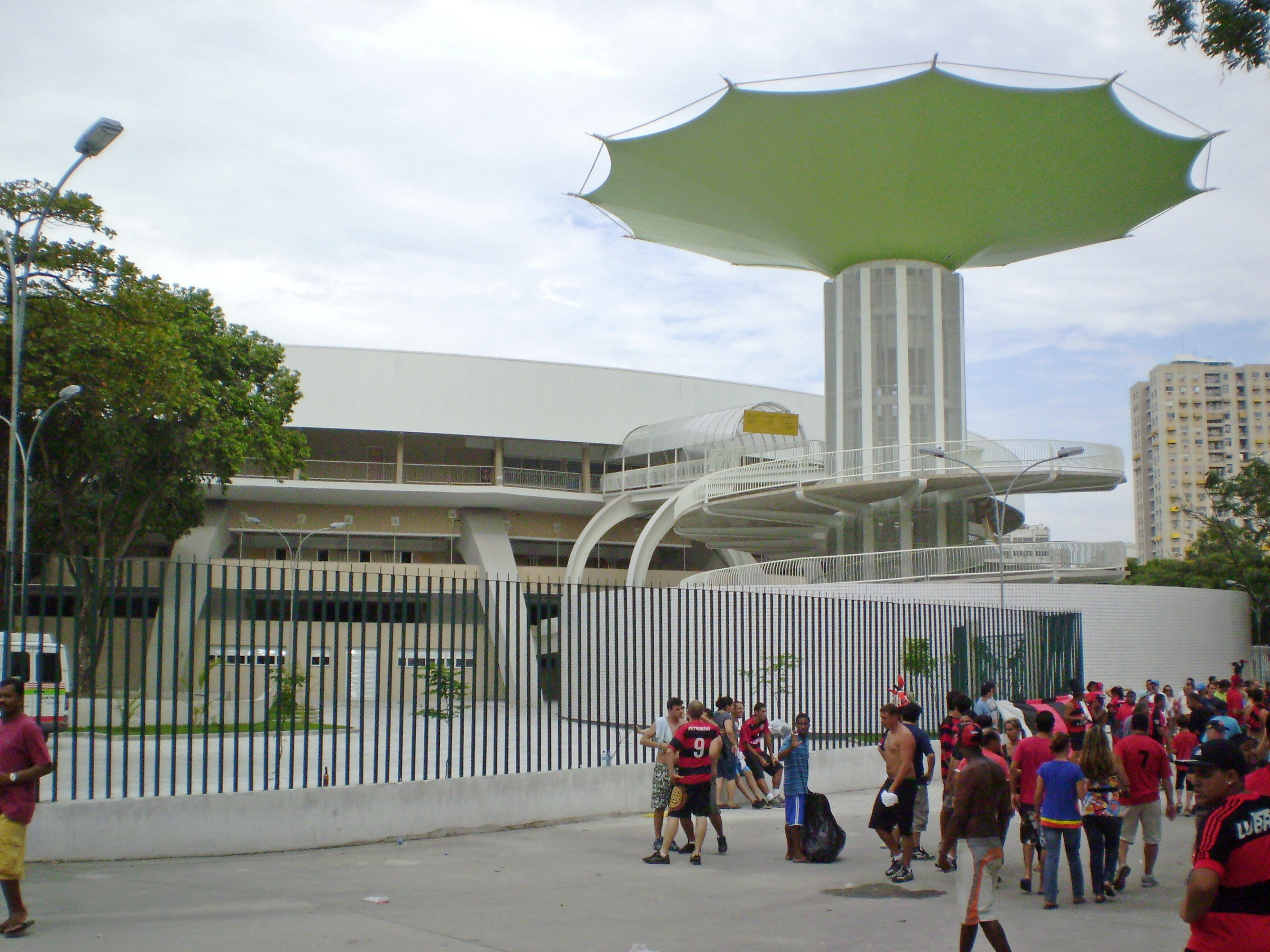
«Мараканазинью» (волейбол). 11 800 зрителей
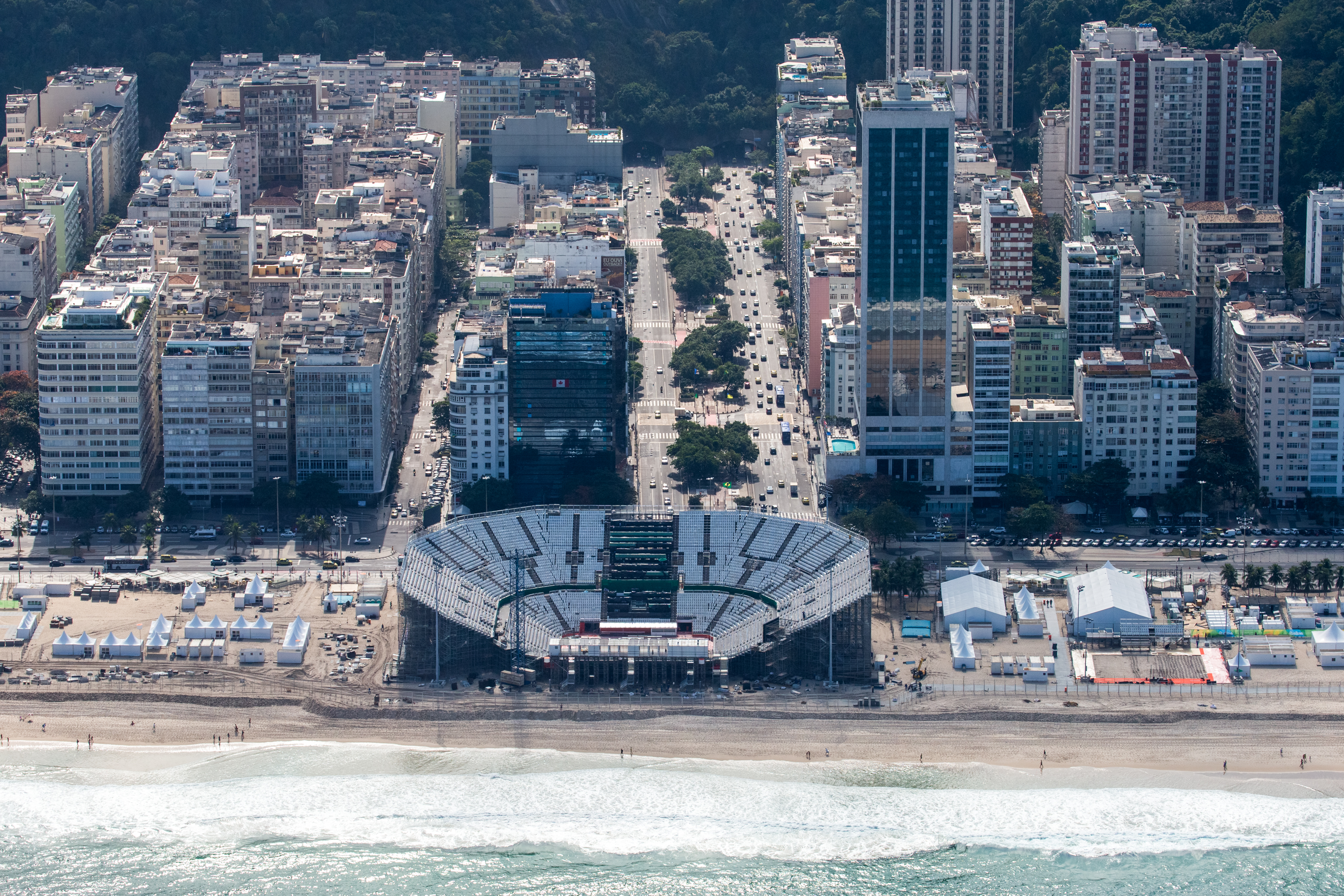
«Арена Копакабана» (пляжный волейбол). 12 000 зрителей

## Медали

### Общий зачёт
(Жирным выделено самое большое количество медалей в своей категории; принимающая страна также выделена)
| Общее количество медалей |            |        |         |        |       |
| Место                    | Страна     | Золото | Серебро | Бронза | Всего |
| 1                        | Бразилия   | 2      | 1       | 0      | 3     |
| 2                        | Германия   | 1      | 0       | 0      | 1     |
| 2                        | Китай      | 1      | 0       | 0      | 1     |
| 4                        | Италия     | 0      | 2       | 0      | 2     |
| 5                        | Сербия     | 0      | 1       | 0      | 1     |
| 6                        | США        | 0      | 0       | 3      | 3     |
| 7                        | Нидерланды | 0      | 0       | 1      | 1     |
| Всего                    | Всего      | 4      | 4       | 4      | 12    |

### Медалисты

#### Волейбол
|         | Золото | Серебро | Бронза |
| Мужчины | БразилияБруно · Уильям Аржона · Дуглас · Липе · Рикардо Лукарелли · Лукас · Маурисио Боржес · Маурисио Соуза · Сержио · Уоллес · Эвандро · Эдер | ИталияОлег Антонов · Эмануэле Бирарелли · Симоне Бути · Лука Веттори · Симоне Джаннелли · Иван Зайцев · Массимо Колачи · Филиппо Ланца · Маттео Пьяно · Сальваторе Россини · Даниэле Соттиле · Османи Хуанторена         | СШАМэттью Андерсон · Мика Кристенсон · Дэвид Ли · Уильям Придди · Аарон Рассел · Тейлор Сандер · Дэвид Смит · Мёрфи Трой · Максвелл Холт · Кавика Сёдзи · Эрик Сёдзи · Томас Яшке             |
| Женщины | КитайВэй Цююэ · Гун Сянъюй · Дин Ся · Линь Ли · Лю Сяотун · Сюй Юньли · Хуэй Жоци · Чжан Чаннин · Чжу Тин · Юань Синьюэ · Ян Фансюй · Янь Ни    | СербияТияна Бошкович · Йована Бракочевич · Бьянка Буша · Стефана Велькович · Бояна Живкович · Тияна Малешевич · Бранкица Михайлович · Елена Николич · Мая Огненович · Сильвия Попович · Милена Рашич · Йована Стеванович | СШАРэйчел Адамс · Фолуке Акинрадево · Кайла Бануорт · Алиша Гласс · Криста Дитцен · Джордан Ларсон · Карли Ллойд · Карста Лоу · Келли Мёрфи · Келси Робинсон · Кортни Томпсон · Кимберли Хилл |

#### Пляжный волейбол
|         | Золото                                        | Серебро                                     | Бронза                                          |
| Мужчины | Бразилия · Алисон Серутти · Бруно Оскар Шмидт | Италия · Даниэле Лупо · Паоло Николаи       | Нидерланды · Александер Брауэр · Роберт Меувсен |
| Женщины | Германия · Лаура Людвиг · Кира Валькенхорст   | Бразилия · Агата Беднарчук · Барбара Сейшас | США · Эйприл Росс · Керри Уолш Дженнингс        |